# Тайванська протока
Тайванська протока (кит.: 臺灣海峽) — морська протока між Китаєм та островом Тайвань; сполучає Східнокитайське море з Південнокитайським; раніше називалася Формозькою протокою.

## Географія
- Довжина — 360 км.
- Ширина — 130—250 км.
- Глибина — 60—110 м.
- Найменша глибина на фарватері — 60 м.
- Найбільша глибина — до 1773 м.

Острів Пенхуледао (Пескадорські острови); порти: Сямень (Амой), Фучжоу, Гаосюн.
У зимовий період течія в протоці (швидкість близько 1 км/год) направлена на південь-захід, влітку — на північний схід. Сильно виражені припливні ефекти, — у північній частині до 7,5 м. Швидкість припливних течій сягає до 6,5 км/год.
Материковий берег протоки порізано затоками з безліччю островів, з тайванського боку берег рівний. У південній частині протоки розташований архіпелаг Пенху.

## Тунель
Китайський уряд розробив план будівництва транспортного тунелю під протокою, який з'єднає міста Фучжоу і Тайбей. Залежно від місця будівництва тунелю, його довжина складе від 127 до 207 км, причому незалежно від кінцевого варіанту, це буде найдовший підводний залізничний тунель у світі.

## Цікаві факти
У 2007 році була зроблена спроба перепливти Тайванську протоку.